# Vikariatsmünzen (Palatinato e Baviera)
Le Vikariatsmünzen del Palatinato e della Baviera furono dei particolari tipi di talleri coniati dai principi elettori del Palatinato e della Baviera durante la loro reggenza come vicari imperiali, cioè tra la morte di un imperatore e l'elezione del suo successore, per commemorare la loro reggenza dell'impero. Inizialmente tale privilegio venne concesso al solo Palatinato, ma col crescere dell'importanza della Baviera dal 1657 tale privilegio venne concesso anche all'elettore bavarese.

## Storia

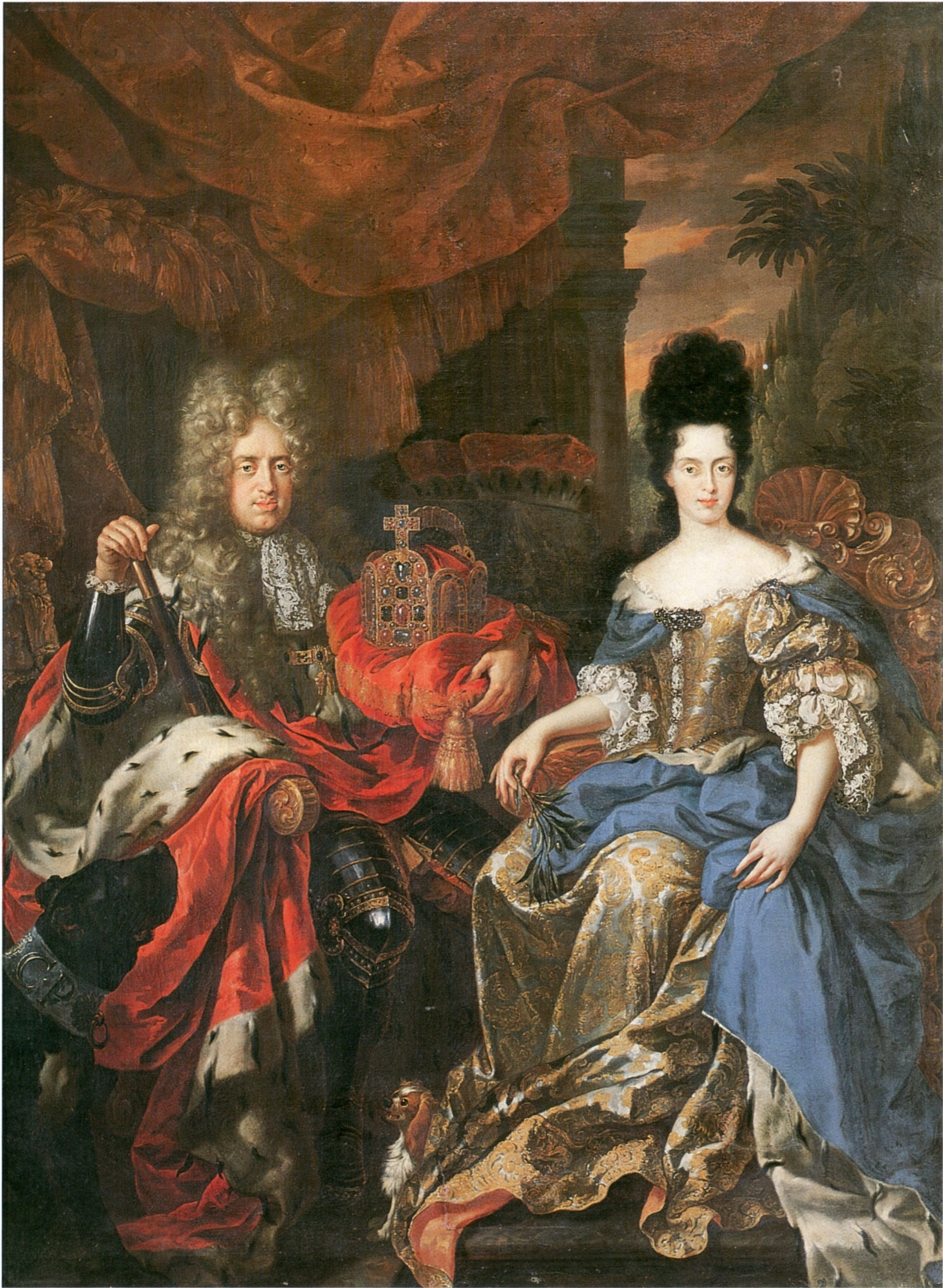
Il principe elettore Giovanni Guglielmo del Palatinato e la sua seconda moglie, Anna Maria Luisa de' Medici (dipinto di Jan Frans van Douven). Si noti nel dipinto la corona imperiale che Giovanni Guglielmo sembra proteggere col proprio braccio, simbolo del proprio incarico di Vicario imperiale.

La dignità imperiale del Sacro Romano Impero della nazione tedesca non era ereditaria. Tra il periodo dalla morte dell'imperatore all'incoronazione del suo successore, la Bolla d'oro emanata dell'imperatore Carlo IV dal 1356 aveva decretato l'istituzione del vicariato imperiale da concedersi a due principi elettori. I conti palatini del Reno condivisero tale incarico con i principi elettori di Sassonia. Alla morte dell'imperatore, l'elettore del Palatinato ricopriva l'incarico di amministratore dell'Impero per le aree della Svevia, della Franconia e della Renania sino alla nomina del nuovo imperatore. I vicari imperiali, da statuto, potevano inoltre disporre delle insegne e di tutte le proprietà e diritti imperiali.
Secondo un'antica usanza, i vicari erano soliti coniare in questo periodo delle Vikariatsmünzen, ovvero delle monete commemorative della loro reggenza dell'impero.
Nel 1623 il conte palatino perse il privilegio dell'elettorato a favore del duca di Baviera, ottenendo in cambio delle compensazioni territoriali. Malgrado ciò, le disposizioni per il passaggio dell'elettorato alla Baviera non avevano definito chiaramente chi fosse autorizzato ad esercitare il ruolo di vicario imperiale. Di conseguenza, alla morte dell'imperatore Ferdinando III del Sacro Romano Impero nel 1657, si aprì una disputa tra la Baviera ed il Palatinato per la contesa del titolo vicariale. Un problema ancora più grave si pose alla morte dell'imperatore Giuseppe I del Sacro Romano Impero nel 1711 dal momento che l'elettore Massimiliano II Emanuele di Baviera, che aveva combattuto al fianco della Francia nella guerra di successione spagnola, era stato cacciato dal suo paese nel 1704 e pertanto i suoi diritti erano stati trasferiti all'elettore palatino Giovanni Guglielmo. Dopo la pace di Rastadt, Massimiliano Emmanuele di Baviera ottenne la restituzione dei propri privilegi. Nel 1724, per porre fine ad ogni contesa, venne firmata la Wittelsbacher Hausunion, un contratto sottoscritto il 15 maggio di quell'anno secondo il quale veniva stabilito che l'elettore palatino e bavarese, entrambi della casata dei Wittelsbach, avrebbero esercitato congiuntamente il vicariato imperiale. Come previsto dal concordato, dopo l'improvvisa morte dell'imperatore Carlo VI, gli elettori Carlo Alberto e Carlo Filippo, il 30 ottobre 1740, annunciarono insieme la gestione del vicariato imperiale, fatto che portò ad ogni modo alla protesta degli stati protestanti dell'Impero. Il contratto sottoscritto internamente alla casata dei Wittelsbach nel 1724, infatti, non era stato riconosciuto né dall'imperatore né dalla dieta imperiale.
Dopo la morte dell'imperatore Carlo VII il 20 gennaio 1745, l'elettore Massimiliano III Giuseppe di Baviera acconsentì ad accedere da solo al vicariato imperiale dopo essersi consultato col cugino Carlo Teodoro del Palatinato. Nel 1750 venne determinato, al fine di evitare ulteriori future controversie, che la Baviera ed il Palatinato avrebbero esercitato il vicariato imperiale alternativamente, ma nel 1777 quando la linea della Baviera si estinse, il Palatinato rimase l'unico titolare del vicariato imperiale.

## Le monete
Le monete vicariali del Palatinato e della Baviera sono molto più rare rispetto alle monete del vicariato in Sassonia dal momento che gli elettori sassoni, molto più ricchi di miniere d'argento, potevano permettersi coniazioni commemorative in gran numero.
Le monete del vicariato vennero coniate con varie denominazioni in oro e argento dal 1612 al 1792. Sul retro mostravano principalmente l'aquila imperiale con le insegne in petto del principe vicario e la legenda PROVISOR ET VICARIUS o simili.
Queste le monete emesse per il Palatinato e la Baviera:
| Vicari imperiali                                                   | Imperatore morto | Annate delle monete | Note |
| ------------------------------------------------------------------ | ---------------- | ------------------- | --- |
| Giovanni II del Palatinato-Zweibrücken                             | Rodolfo II       | 1612                | come amministratore del Palatinato                                                                             |
| Federico V del Palatinato                                          | Mattia           | 1619                | nessuna monetazione dal vicariato del Palatinato (solo monete dal vicariato di Giovanni Giorgio I di Sassonia) |
| Ferdinando Maria di Baviera, Carlo I Luigi del Palatinato          | Ferdinando III   | 1657, 1658          | Vikariatsmünzen della Baviera (1657) e del Palatinato (1657, 1658)                                             |
| Giovanni Guglielmo del Palatinato                                  | Giuseppe I       | 1711                | |
| Carlo Alberto di Baviera, Carlo III Filippo del Palatinato         | Carlo VI         | 1740                | Vikariatsmünzen della Baviera e del Palatinato                                                                 |
| Massimiliano III Giuseppe di Baviera, Carlo Teodoro del Palatinato | Carlo VII        | 1745                | Vikariatsmünzen della Baviera e del Palatinato                                                                 |
| Carlo Teodoro di Baviera                                           | Giuseppe II      | 1790                | Vikariatsmünzen della Baviera e del Palatinato                                                                 |
| Carlo Teodoro di Baviera                                           | Leopoldo II      | 1792                | Vikariatsmünzen della Baviera e del Palatinato                                                                 |

### Giovanni II del Palatinato-Zweibrücken

#### Vikariatsmünzendel 1612
Dopo la morte dell'imperatore Rodolfo II del Sacro Romano Impero il 20 gennaio 1612, Giovanni II del Palatinato-Zweibrücken, reggente del Palatinato, venne nominato vicario imperiale insieme a Giovanni Giorgio I di Sassonia. Il 13 giugno 1612 a Francoforte sul Meno venne eletto il successore al trono imperiale nella persona di Mattia d'Asburgo.
- Emissioni nominali: Reichstaler

Le monete del vicariato mostrano sul fronte il profilo corazzato dell'elettore palatino. Sul retro si trova il simbolo araldico imperiale dell'aquila a due teste con in petto lo stemma del Palatinato affiancato alle insegne vicariali.

### Carlo I Luigi del Palatinato e Ferdinando Maria di Baviera

#### Vikariatsmünzendel 1657 e del 1658
Dopo la morte dell'imperatore Ferdinando III del Sacro Romano Impero il 2 aprile 1657, Carlo I Luigi del Palatinato venne nominato vicario imperiale assieme a Giovanni Giorgio II di Sassonia ed al cugino Ferdinando Maria di Baviera. Il 18 luglio 1657 a Francoforte sul Meno venne eletto il successore al trono imperiale nella persona di Leopoldo I d'Asburgo. Nel 1623 il conte palatino aveva perso il proprio elettorato a favore dei duchi di Baviera. Nel 1648 gli era stata restituita la dignità elettorale che però condivideva nell'esercizio del vicariato imperiale coi cugini.
- Emissioni nominali del 1657 (Palatinato): 1 ducato, Reichstaler, 1⁄2 batzen
- Emissioni nominali del 1658 (Palatinato): 1, 1/2 ducato, Reichstaler, 1⁄2 batzen

Le monete del vicariato di Carlo I Luigi del Palatinato mostrano sul fronte il profilo dell'elettore del Palatinato. Sul retro si trovano lo stemma del Palatinato e le insegne vicariali sotto un elmo. Esiste a tal proposito un'altra tipologia della medesima moneta coniata nel 1657, le quali differiscono per la presenza di un'iscrizione esplicativa sul retro.
- Emissioni nominali del 1657 (Baviera): 1 ducato, Reichstaler, 1⁄6 tallero, 1⁄9 tallero

Le monete del vicariato di Ferdinando Maria di Baviera mostrano sul fronte la figura dell'elettore di Baviera inginocchiato nell'atto di offrire il suo globo alla figura di una Madonna con Bambino, protettrice della Baviera. Ai piedi dell'elettore si trova lo stemma della Baviera. Sul retro si trovano delle iscrizioni esplicative per la coniazione della moneta.

### Giovanni Guglielmo del Palatinato

#### Vikariatsmünzendel 1711
Dopo la morte dell'imperatore Giuseppe I del Sacro Romano Impero il 17 aprile 1711, Giovanni Guglielmo del Palatinato venne nominato vicario imperiale insieme a Federico Augusto I di Sassonia. Il 12 ottobre 1711 a Francoforte sul Meno venne eletto il successore al trono imperiale nella persona di Carlo d'Asburgo.
- Emissioni nominali: 5, 4, 2, 1 ducati, 1⁄4 tallero, 2⁄3 di tallero, 1⁄6 di tallero

Le monete mostrano sul fronte il profilo dell'elettore del Palatinato. Sul retro si trova il simbolo araldico dell'aquila imperiale a due teste con in petto le insegne coronate del Palatinato e dell'incarico vicariale.

### Carlo III Filippo del Palatinato e Carlo Alberto di Baviera

#### Vikariatsmünzendel 1740
Dopo la morte dell'imperatore Carlo VI del Sacro Romano Impero il 20 ottobre 1740, Carlo III Filippo del Palatinato e Carlo Alberto di Baviera vennero nominato vicari imperiali con Federico Augusto II di Sassonia. Il 14 gennaio 1742 a Francoforte sul Meno venne eletto il successore al trono imperiale nella persona di Carlo Alberto di Wittelsbach.
- Emissioni nominali (Palatinato): 1, 1/2 ducato, Reichstaler, 1/2, 1/4 di tallero
- Emissioni nominali (Baviera): 2, 1 gulden, 1 ducato, Reichstaler, 6, 3 kreuzer

I due elettori mostrarono una certa unità nelle coniazioni, con una sola variante nel fronte delle monete che potevano mostrare alternativamente o i mezzi busti corazzati dei due elettori appaiati oppure il volto di un solo elettore a seconda dello stato di emissione. Sul retro, su tutte le monete si trova il simbolo araldico dell'aquila a due teste imperiale con in petto le insegne del Palatinato e della Baviera e quelle vicariali.

### Carlo Teodoro del Palatinato e Massimiliano III di Baviera

#### Vikariatsmünzendel 1745

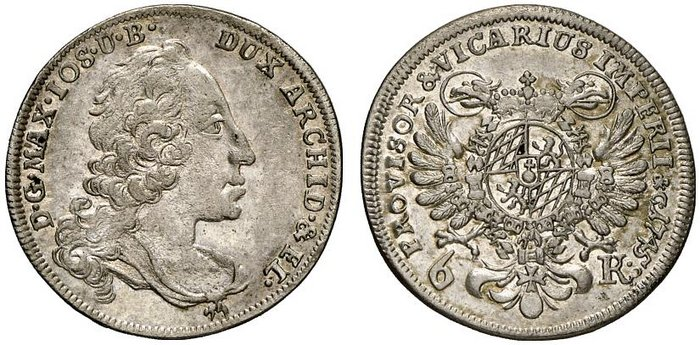
Massimiliano III di Baviera, 6 kreuzer, 1745

Dopo la morte dell'imperatore Carlo VII del Sacro Romano Impero il 20 gennaio 1745, Carlo Teodoro del Palatinato e Massimiliano III di Baviera vennero nominati vicari imperiali insieme a Federico Augusto II di Sassonia. Il 13 settembre 1745 a Francoforte sul Meno venne eletto il successore al trono imperiale nella persona di Francesco Stefano di Lorena.
- Emissioni nominali (Palatinato): Reichstaler (solo 12 pezzi)
- Emissioni nominali (Baviera): 1 ducato, 6, 3, 1 kreuzer

Le monete mostrano sul fronte il ritratto di profilo di Carlo Teodoro del Palatinato o di Massimiliano III di Baviera a seconda dello stato di emissione. Sul retro si trova il simbolo araldico dell'aquila a due teste imperiale con in petto le insegne del Palatinato o della Baviera con quelle vicariali, a seconda dello stato di emissione.

### Carlo Teodoro di Baviera

#### Vikariatsmünzendel 1790
Dopo la morte dell'imperatore Giuseppe II del Sacro Romano Impero il 20 febbraio 1790, Carlo Teodoro di Baviera (elettore del Palatinato e di Baviera dopo la morte di Massimiliano III di Baviera senza eredi) venne nominato vicario imperiale insieme a Federico Augusto III di Sassonia. Il 30 settembre 1790 a Francoforte sul Meno venne eletto il successore al trono imperiale nella persona di Leopoldo d'Asburgo-Lorena. Poiché i due elettorati erano uniti in unione personale nella persona di Carlo Teodoro, egli mantenne comunque due emissioni diverse della monetazione vicariale nei due stati da lui amministrati.
- Emissioni nominali per la Baviera: 3, 2, 1 ducato, Konventionstaler, 1/2 tallero, 20, 10 kreuzer

- Emissioni nominali per il Palatinato: Konventionstaler, 1/2 tallero, 20, 10 kreuzer

Le monete mostrano sul fronte il ritratto a profilo di Carlo Teodoro, mentre sul retro si trova il simbolo araldico dell'aquila a due teste imperiale con in petto le insegne della Baviera e del Palatinato con al centro quelle vicariali.

#### Vikariatsmünzendel 1792
Dopo la morte dell'imperatore Leopoldo II del Sacro Romano Impero il 1º marzo 1792, Carlo Teodoro di Baviera venne nuovamente nominato vicario imperiale insieme a Federico Augusto III di Sassonia. Il 5 luglio 1792 a Francoforte sul Meno venne eletto il successore al trono imperiale nella persona di Francesco d'Asburgo-Lorena. Poiché i due elettorati erano uniti in unione personale nella persona di Carlo Teodoro, egli mantenne comunque due emissioni diverse della monetazione vicariale nei due stati da lui amministrati.
- Emissioni nominali per la Baviera: 3, 2, 1 ducato, Konventionstaler, 1/2 tallero, 20, 10 kreuzer

- Emissioni nominali per il Palatinato: Konventionstaler, 1/2 tallero, 20, 10 kreuzer

Le monete mostrano sul fronte il ritratto a profilo di Carlo Teodoro, mentre sul retro si trova il simbolo araldico dell'aquila a due teste imperiale con in petto le insegne della Baviera e del Palatinato con al centro quelle vicariali.